# Тяжеловодный ядерный реактор
Тяжелово́дный я́дерный реа́ктор (англ. Pressurised Heavy Water Reactor, PHWR) — ядерный реактор, который в качестве теплоносителя и замедлителя использует D2O — тяжёлую воду. Так как дейтерий имеет меньшее сечение поглощения нейтронов, чем лёгкий водород, такие реакторы имеют улучшенный нейтронный баланс (то есть для них требуется менее обогащённый уран), что позволяет использовать в качестве топлива природный уран в энергетических реакторах или использовать «лишние» нейтроны для наработки изотопов.
В энергетических реакторах использование природного урана значительно снижает расходы на топливо, хотя экономический эффект несколько сглаживается бо́льшей ценой энергоблока и теплоносителя.
Первыми реакторами такого типа являлись американский CP-3, построенный в 1944 году, и
ZEEP, запущенный в Канаде в 1945 году.
Наиболее известным реактором этого типа является канадский CANDU (помимо самой Канады, реакторы CANDU экспортировались в Китай, Южную Корею, Индию, Румынию, Аргентину и Пакистан).
Крупномасштабная программа строительства тяжеловодных реакторов осуществляется в Индии.
Всего в мире на данный момент действует 47 энергетических реакторов на тяжёлой воде, 3 строятся.
Промышленные тяжеловодные реакторы широко использовались для производства трития и плутония, а также для производства широкого спектра изотопной продукции, в том числе и медицинского назначения.
Исследовательские реакторы также часто используют тяжёлую воду.
В СССР тяжеловодные реакторы разрабатывал Институт теоретической и экспериментальной физики. Первый экспериментальный тяжеловодный реактор (главный конструктор — Б. М. Шолкович) был запущен в Лаборатории № 3 АН СССР в апреле 1949 г. Под руководством А. И. Алиханова и В. В. Владимирского были разработаны и сооружены промышленные тяжеловодные реакторы для производства плутония, трития и изотопов, опытные тяжеловодные реакторы в Югославии и КНР, тяжеловодный реактор с газовым охлаждением КС-150 для атомной электростанции А-1 в Богунице (Словакия), вступившей в строй в 1972 году. Разработка ТВЭЛов для КС-150 велась в Харьковском физико-техническом институте АН УССР.
Перспективные разработки
В настоящее время[когда?] в Индии разрабатывается т. н. «Улучшенный тяжеловодный ядерный реактор», использующий канальную архитектуру и ториевый цикл, а также обычную лёгкую воду в качестве теплоносителя с естественной циркуляцией. Замедлитель — тяжёлая вода — находится в отдельных от теплоносителя каналах под пониженным относительно него давлением.
Аналогичные идеи ранее реализовывались в Канаде, в реакторе «ACR-1000», использующем обычный урановый цикл.